# Les Caprices du papillon

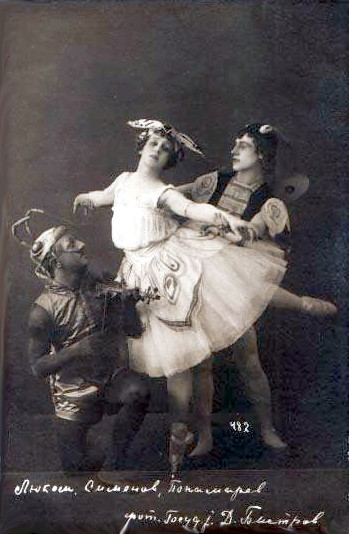
Les Caprices du papillon en 1919, avec Victor Semenov, Elena Lukom, et Vladimir Ponomarev.

Les Caprices du papillon (Капризы бабочки) est un ballet en un acte, selon une chorégraphie de Marius Petipa et sur une musique de Nikolaï Krotkov (1849-19..). Le livret est de Marius Petipa d'après le poème de Yakov Polonsky, Le Grillon musicien.

## Historique
Les Caprices du papillon a été joué pour la première fois devant la cour, au palais de Peterhof, le 5 juin 1889 (17 juin dans le calendrier grégorien). Les interprètes en étaient: Varvara Nikitina (le Papillon), Pavel Gerdt (le Papillon de nuit
Phénix), Sergueï Litavki (le Grillon), Maria Anderson (la Mouche), Alexandre Chiraïev (l'Araignée), et Serge Legat (le Rossignol). Ce ballet a été composé pour le mariage du grand-duc Paul Alexandrovitch de Russie (frère d'Alexandre III) avec sa cousine la princesse Alexandra de Grèce.
Ce ballet a été présenté pour la première fois  pour le public au théâtre impérial Mariinsky de Saint-Pétersbourg, le 25 octobre 1889, avec la même distribution.
Le ballet a de nouveau été joué pendant la saison 1895 au Mariinsky (première le 22 octobre) avec pour interprètes Lioubov Roslavleva (le Papillon), Nicolas Legat (le Papillon de nuit), Enrico Cecchetti (le Grillon), Olga Préobrajenskaïa (la Mouche), Alexandre Chiraïev (l'Araignée); et Serge Legat (le Rossignol). Il est repris en 1898 avec cette fois Olga Preobrajenska dans le rôle du Papillon. En 1910, Sergueïev en donne une nouvelle production avec Mathilde Kschessinska dans le rôle du Papillon, et plus tard, Tamara Karsavina. Alexandre Tchekryguine refonde la chorégraphie en 1922.
La notation des mouvements du ballet a été répertoriée par Vladimir Stepanov et se trouve dans la collection de Nicolas Sergueïev.

## Critique
Le critique de théâtre, Alexeï Plechtcheïev, écrit en 1889 que les décors et les costumes du ballet, se distinguant par leur goût et leur originalité, ainsi que la musique de Krotkov « produisirent une impression tout à fait satisfaisante ». Le rôle du Papillon d'après Plechtcheïev convenait parfaitement à Varvara Nikitina et son adage avec Pavel Gerdt selon lui est à mettre parmi les chefs-d'œuvre des ballets classiques. 
L'expert en ballet Akim Volynski (1861-1926) apprécia grandement Olga Préobrajenska dans le rôle du Papillon : « Elle tisse rapidement la dentelle des pas de ballet avec un sens du rythme qui fait la marque de son talent. Traversant les plus grandes difficultés techniques, l'artiste ne se laisse pas distancer une seconde par la mélodie de la musique orchestrale. En même temps, tout est en place, le modèle de danse est étonnamment vrai et précis. Pas un seul détail n'est manqué, elle ne s'est pas laissé emballer dans le tourbillon d'un mouvement croissant. ».